# Suzuki XL-7
Вперше назва Suzuki XL-7 введена в 1998 році компанією Suzuki для позначення позашляховиків, які випускались під її маркою до 2009 року в двох поколіннях.

## Перше покоління (XL-7; 1998—2006)

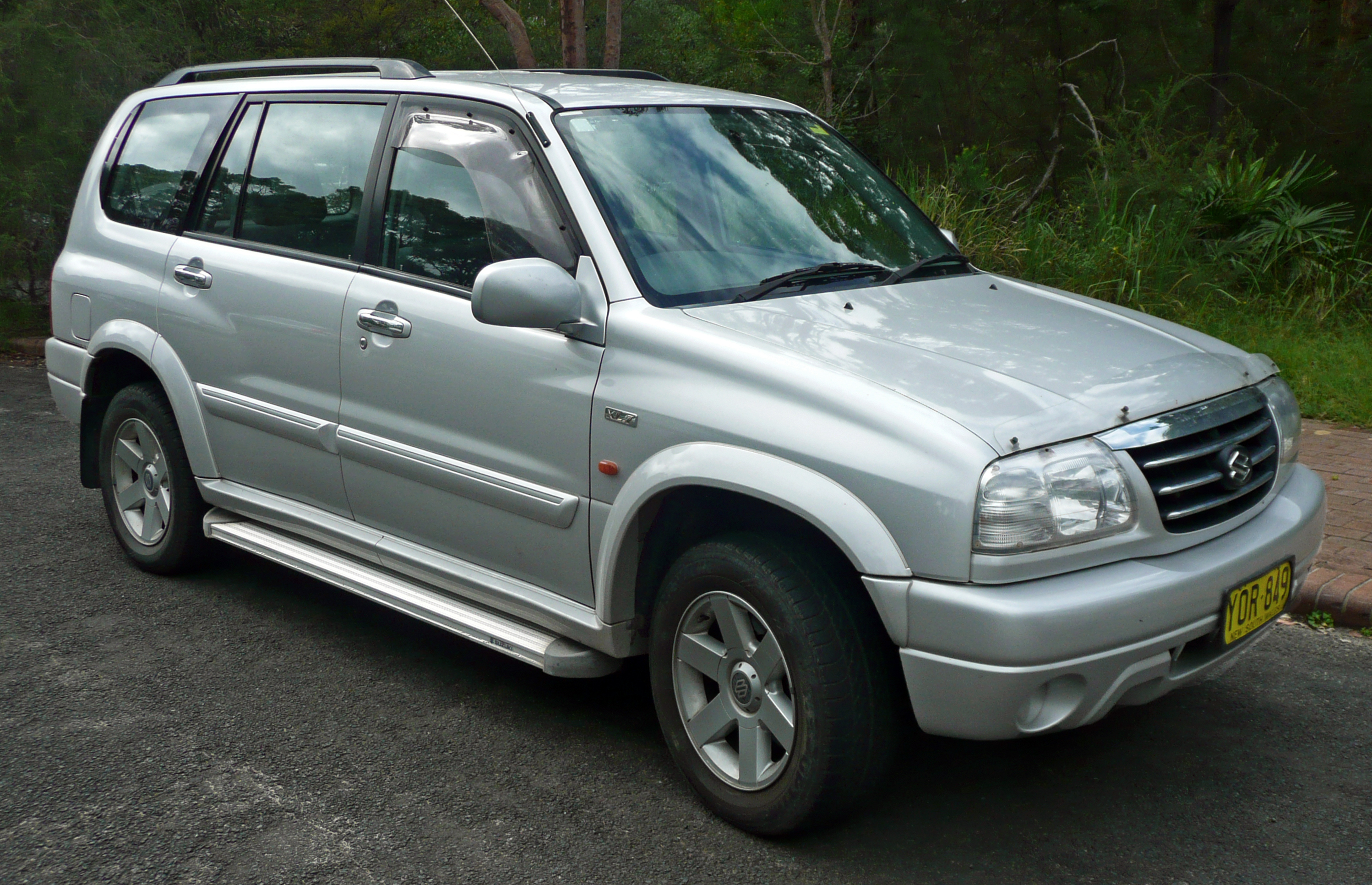
Suzuki Grand Vitara XL-7 (1998—2003)

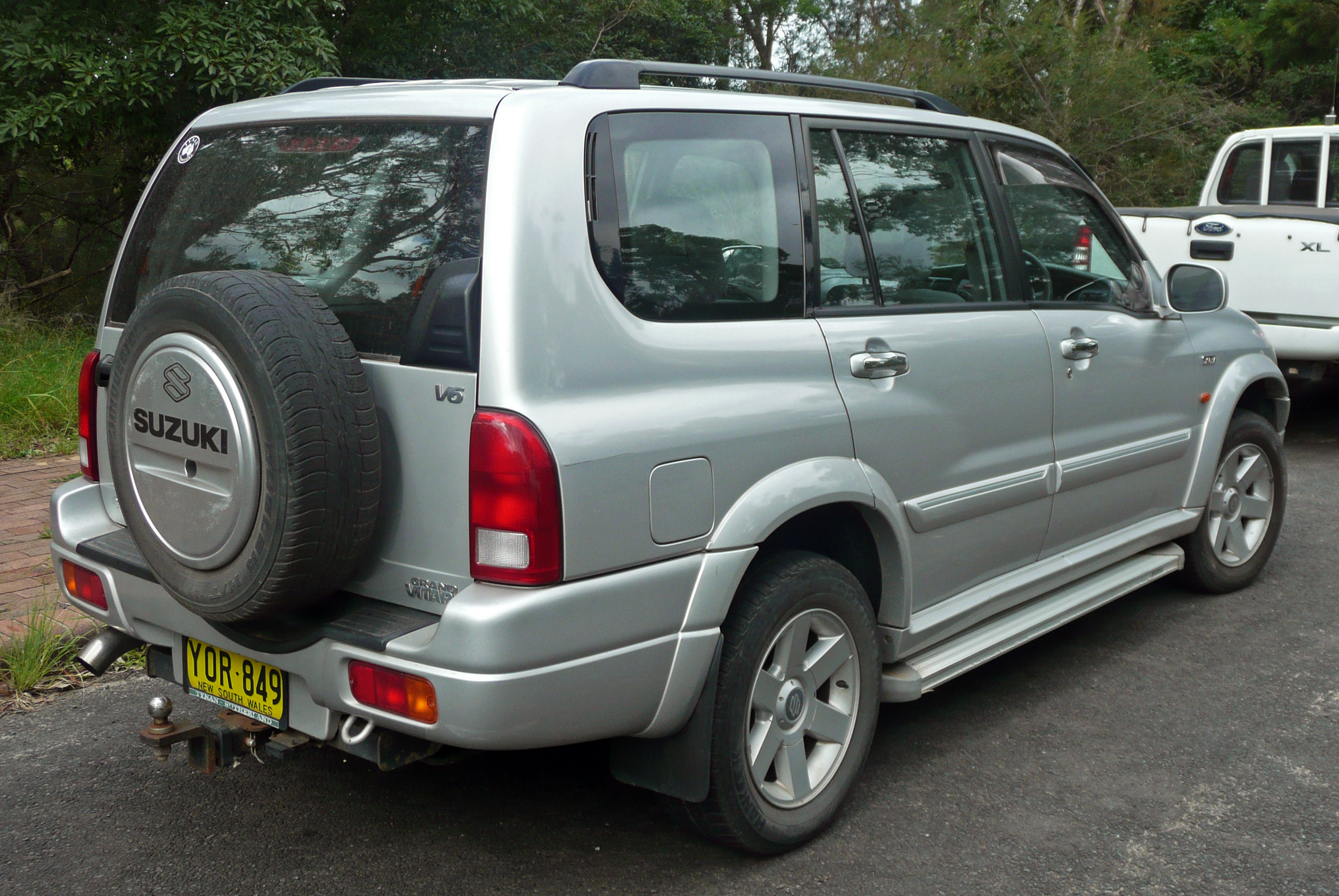
Suzuki Grand Vitara XL-7 (1998—2003)

Перше покоління являє собою подовжену версію Grand Vitara першого покоління. Автомобіль збудовано розроблено на рамі драбинного типу.
Версія для Північної Америки використовувала V6 бензиновий двигун на 2.5 або 2.7 літра. Платформа задньоприводна, з опціональною можливістю повного приводу. У Великій Британії також пропонувалася версія з дизельним двигуном на 2.0 літри. В Європі модель називалась Suzuki Grand Vitara XL-7 і продавалась з двигуном 2.7 л H27A V6 173—184 к.с.
Випускалися п'яти і семимісні версії. Обидва варіанти оснащувалися механічною КПП на 5 передач.
Продажі в США оцінювалися на рівні до 20 тисяч в рік, XL-7 був найдешевшим трирядним SUV. Отримав нагороду Consumers Digest "Best Buy" в 2003 році як один з 5 компактних SUV.
У 2003 році модель модернізували, змінивши зовшішній вигляд, зокрема передні фари і решітку радіатора.

### Двигун
Бензинові
- 2.5 л H25A V6 144-158 к.с.
- 2.7 л H27A V6 173-184 к.с.

Дизельний
- 2.0 л RHW/RHZ I4 109 к.с.

## Друге покоління (XL7; 2006—2009)

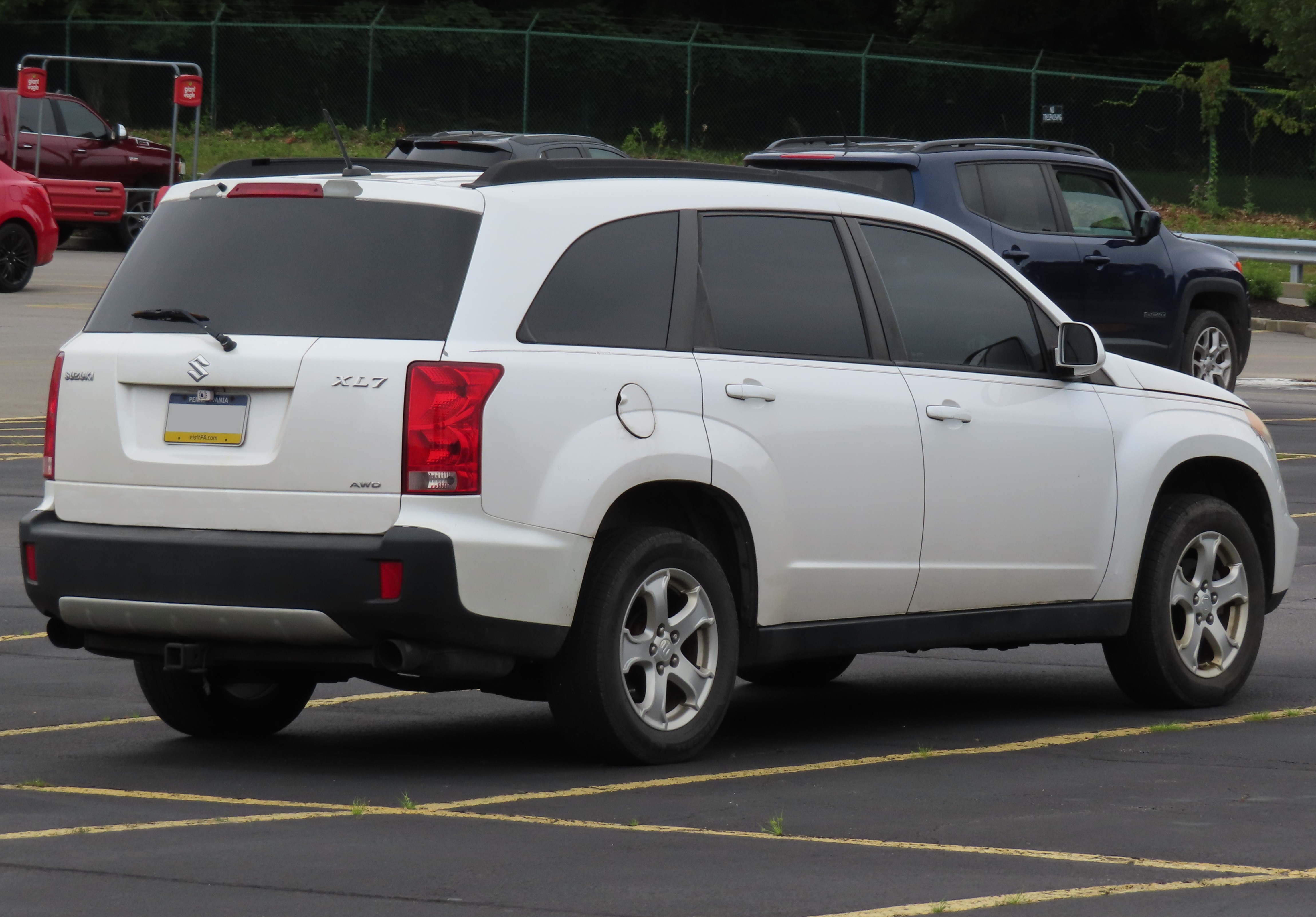
Suzuki XL7 V6 (2006-2009)

У 2006 році світ побачив друге покоління. Маркетингова компанія була направлена на людей, які не хотіли опинитись за кермом габаритного кросовера, але потребували чимало пасажирського простору. У перенасиченому сегменті Suzuki XL7 пропонував компактні розміри, доступну ціну та здатність вміщувати сімох пасажирів. 
Автомобіль був оснащений бензиновим двигуном з 3,6 л V6 потужністю 256 к.с. На відміну від попередньої моделі автомобіль вже не семимісний. Третій ряд сидінь, а також повний привод були доступні як опція. 
Друге покоління автомобіля може похвалитись більш потужним V6 силовим агрегатом на 252 кінських сили. 13.2 секунд при розгоні до сотні непоганий показник, як для транспортного засобу, створеного більш ніж десять років тому. Буксирувальна здатність обмежується 1.361 кг. Привід може бути переднім або повним. Повнопривідний XL7 оснащений роздатковою коробкою на дві швидкості, що дозволяє кросоверу краще справлятись зі складними ділянками шляху. Кермо добре співпрацює з підвіскою, сприяючи передбачуваному управлінню.

### Двигун
- 3.6 л N36A V6 256 к.с.

## Інші версії
Шильдик XL7 був відроджений у 2020 році на натхненому кросоверами, мультивені (багатоцільовому автомобілі) Ertiga другого покоління (MPV).

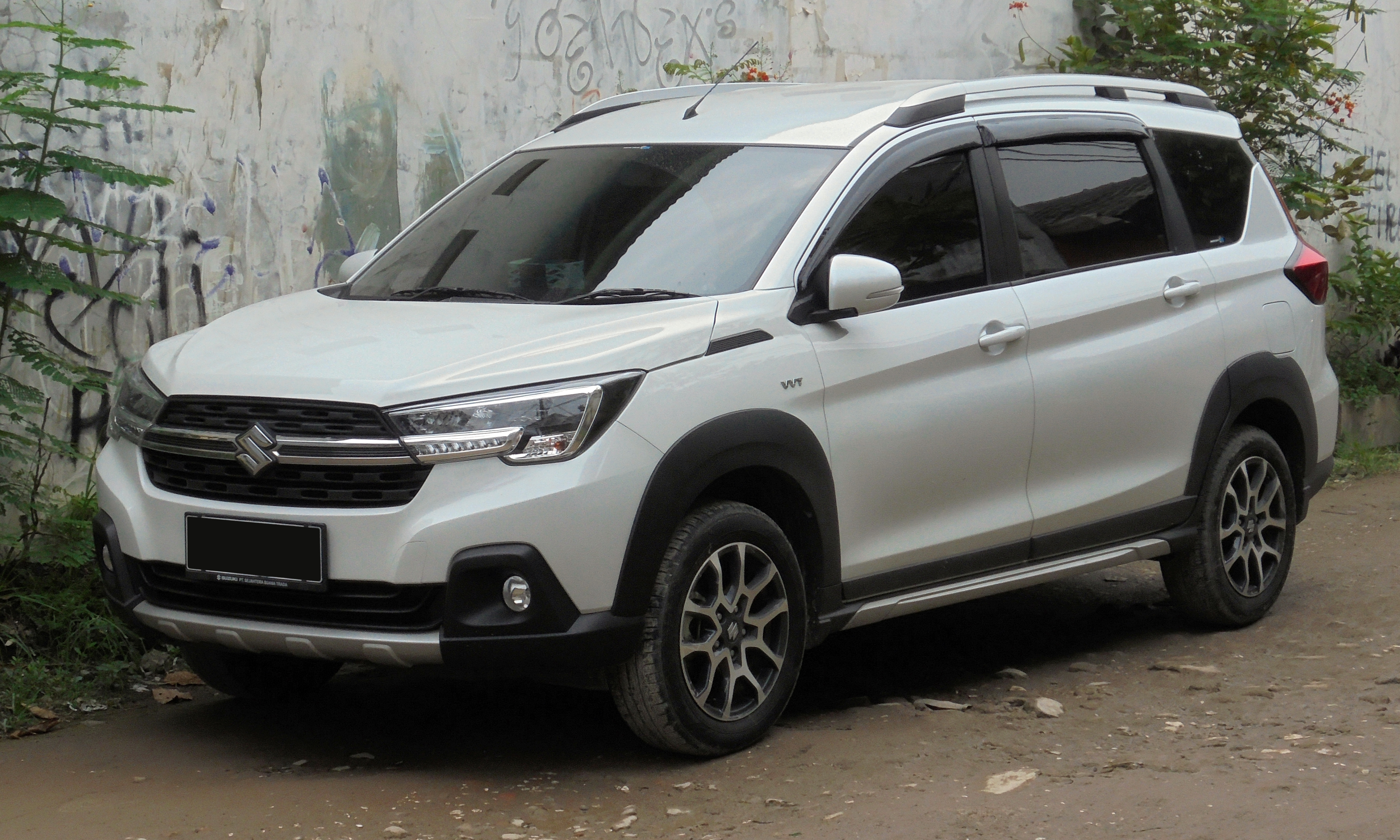
Ertiga-based Suzuki XL7

Шильдик Suzuki XL6 використовується в Індії, Непалі, Бангладеш, Бутані та Африці; Suzuki XL7 — в інших країнах та Suzuki Ertiga XL7 у Мексиці. Всі вони є похідними від кросовера другого покоління Ertiga.